# Pentaceras australe
Pentaceras australe är en vinruteväxtart som först beskrevs av Ferdinand von Mueller, och fick sitt nu gällande namn av Joseph Dalton Hooker. Pentaceras australe ingår i släktet Pentaceras och familjen vinruteväxter. Inga underarter finns listade i Catalogue of Life.